# Вірджинія Демарс
Вірджинія Ізлі Демарс (англ. Virginia DeMarce, нар. 28 листопада 1940) — американська історикиня, яка спеціалізується на ранньомодерній європейській історії, а також авторка бестселерів New York Times у спільному художньому проєкті серії «1632». Вона виконала генеалогічну роботу щодо походження мелунжонів.

## Життєпис
1967 року ДеМарс отримала ступінь доктора філософії з ранньомодерної європейської історії в Стенфордському університеті за дисертацію з адміністративної історії Німеччини під час німецької селянської війни 1525 року. П'ятнадцять років вона викладала в коледжах у Північно-Західному державному університеті Міссурі та Університеті Джорджа Мейсона та опублікувала книгу про німецьких військових поселенців у Канаді після Американської революції.
У 1988-89 роках вона була президенткою американського Національного генеалогічного товариства, професійно зацікавившись соціальною і демографічною історією, відстежуючи міграції малих груп. Після кількох років роботи в штаті Національної конференції державних офіцерів охорони історичних пам'яток вона зайняла посаду в Офісі федеральних визнань Бюро у справах індіанців Міністерства внутрішніх справ США, звідки пішла на пенсію 2004 року.
ДеМарс продовжує жити в Арлінгтоні, штат Вірджинія, зі своїм чоловіком, який прожив 43 роки (помер 2010 року). Він був директором програм компенсації робітникам вугільних шахт у Міністерстві праці США. Більшість свого часу вона проводить, доглядаючи за своїми посівами, які були спалені від посухи останніх літніх сезонів. У них троє дорослих дітей і п'ятеро онуків.

## Опубліковані праці
На додаток до наукової роботи з ранньої сучасної Європи, генеалогії, «Мелонджоуни» The Melungeons) і бібліографічної роботи з ранньої історії США, ДеМарс написала або стала співавторкою ряду важливих оповідань і романів у рамках проекту спільної художньої літератури «1632». Вона є однією з головних контролюючих сторін колаборації та членом редакційної колегії «1632». На цих посадах вона допомагає вибрати ймовірні історії для проєкту та керує каноном «1632», спільними спільними ресурсами та інтеграцією між авторами.
Вона почала писати художню літературу на прохання учасників 1632 Tech forum у Baen's Bar, де вона внесла технічний внесок і допомогу. Її першим художнім внеском у проект була новела «Час кусання», яку вона написала з великою неохотою під сильним тиском.
Станом на 2014 рік усі чотири її довгі художні твори були включені до різних списків бестселерів. Зокрема, 1"634: Баварська криза" була включена до списку бестселерів художньої літератури в твердій обкладинці New York Times протягом одного тижня в жовтні 2007 року. Усі чотири були бестселерами Locus Hardcovers.

### Коротка художня проза
- «Час кусання» у «Вогняному кільці» — оповідання про Вероніку Ріхтер, бабусю Гретхен і Ганса Ріхтерів, двох важливих персонажів «1632». У ньому докладно розповідається про її залицяння до мера Ґрантвіля, а також про заснування першої з її «Академій», реакцію проти відсутності тілесних покарань у дисципліні для продовжувачів.
- «Рудольштадтський колоквіум» у Grantville Gazette I — коротке оповідання про релігійну кризу серед лютеран, спричинену новинами про Ґрантвіль та інформацією в його історичних книгах. Події історії згадуються в кількох романах, встановлюючи їх як глибокий фон для творів у цілому.
- «Помста пастора Кастенмаєра» в Grantville Gazette III — добрий пастор втікає з маленького села, ведучи жінок і дітей, у той час як більшість чоловіків і хлопчиків села гинуть, борючись із затримкою проти шалених найманців графа Тіллі. У Ґрантвілі його старшу доньку збиває з ніг красивий заробітчанин і через кілька днів виходить заміж без дозволу.
За допомогою грізної вдови пастор планує належну помсту та засновує п'яту колону, яка прагне не лише заманити відповідних холостяків у пастку для своїх доньок без приданого, але й перетворити негідників на непохитних лютеран. Розповідь схожа на «Сім дочок для семи синів», принаймні в цифрах, і кожна пара має свою історію, яка охоплює часову лінію з 1631 року до початку 1635 року.
- «До нових зустрічей у Grantville Gazette IV» — овдовіла студентка реагує на смерть свого чоловіка тим, що приєднується до викладачів новоствореного жіночого коледжу в Кведлінбурзі.
- «Закон Мерфі» в Grantville Gazette V
- «Подарунок від герцогині» та «Другі думки» в «Вогняняному кільці II»
- «Затриманий розвиток» (Gazette Singles Book 1) ASIN B00EHN30YE
- «На Єриховській дорозі» з С. М. Стірлінгом (вересень 2023 р.; у серії «1632», випуск № 1,ISBN 978-1962398008)

### Романи
- «1634: Повстання баранів» з Еріком Флінтом і Полою Гудлетт — збірка короткометражної літератури із всеохоплюючою темою та напрямком, кульмінацією якої є дві довгі статті, написані ДеМарс і Флінтом. Він зосереджений на завойованих територіях у Франконії під адміністрацією Нових Сполучених Штатів на чолі з Ґрантвілем, Західна Вірджинія, ISBN 1-4165-2060-0.
- «1634: Баварська криза» з Еріком Флінтом — традиційний роман і продовження повісті Флінта «Гамбіт Валленштейна» в антології «Вогняне кільце», а також «1634: Справа Галілея» та «1634: Балтійська війна». Хоча перший проєкт «Баварської кризи» був завершений у 2005 році, його випуск було відкладено до публікації «Балтійської війни» 2007 року. ISBN 978-1-4165-4253-7.
- «1635: Інцидент у Дрісоні» з Еріком Флінтом — продовження книги «1634: Баварська криза», опублікованої в грудні 2008 року, ISBN 1-4165-5589-7.
- «1635: Заплутана мережа» — окремий роман, опублікований у грудні 2009 року. ISBN 978-1-4391-3308-8 .
- «Легіони чуми» (квітень 2019), ISBN 978-1948818353 (Перевидано Baen ISBN 978-1-62579-976-0)
- «Проблема з гугенотами» (грудень 2019), ISBN 978-1948818636 (Перевидано Baen ISBN 978-1-62579-977-7)
- «Все могло бути гірше: історії пастора Кастенмайера» (жовтень 2020), ISBN 978-1953034205 (Перевидано Baen ISBN 978-1-62579-978-4)
- «Створено на провал» (грудень 2020), ISBN 978-1953034403 (Перевидано Baen ISBN 978-1-62579-979-1)
- «Несподівані торгові агенти» (лютий 2022), ISBN 978-1956015485 (Перевидано Baen ISBN 978-1-62579-980-7)

### Генеалогічні та історичні дослідження
- DeMarce, Virginia E. (March 1992). Verry Slitly Mixt': Tri-Racial Isolate Families of the Upper South - A Genealogical Study. National Genealogical Society Quarterly. 80: 5—35.
- DeMarce, Virginia E. (March 1993). Looking at Legends - Lumbee and Melungeon: Applied Genealogy and the Origins of Tri-Racial Isolate Settlements. National Genealogical Society Quarterly. 81: 24—45.
- DeMarce, Virginia E. (June 1996). Review of The Melungeons: Resurrection of a Proud People. National Genealogical Society Quarterly. 84: 134—149.
- Demarce, Virginia Easley (1984). The Settlement of Former German Auxiliary Troops in Canada After the American Revolution. Lost in Canada. ISBN 978-0-916849-02-3. OCLC 644057168.